# کن لوسین
کن لوسین (انگلیسی: Ken Lovsin؛ زادهٔ ۴ دسامبر ۱۹۶۶) بازیکن هاکی روی یخ اهل کانادا است.